# Emocele
L'emocele, o emoceloma, è il celoma degli Artropodi.
Il sistema circolatorio, in questi animali, non è interamente costituito da un sistema di vasi aventi pareti proprie (sistema chiuso), ma si apre fra gli organi e le cellule in lacune che, nel loro insieme, costituiscono l’emoceloma (sistema circolatorio aperto).
Si distingue da quello della maggior parte degli eucelomati in quanto deriva dalla fusione del celoma vero e proprio con residui del blastocele.
Per questa ragione non è ben delimitato da somatopleura e splancnopleura. È in relazione con un sistema circolatorio aperto in cui il liquido circolante è detto "emolinfa". Il celoma in questi casi è ridotto. Esempi: nei molluschi lo si ritrova intorno al cuore (perocardico); alle gonadi (gonadico) e agli organi escretori (nefridiale); negli artropodi è solo gonadico; nei crostacei è solo nefridiale.